# The Witcher : L'Héritage du sang
Production
Diffusion
Chronologie
The Witcher
The Witcher : L'Héritage du sang (The Witcher: Blood Origin) est une mini-série fantastique américaine en quatre parties d'environ 52 minutes créée par Declan de Barra (en) et Lauren Schmidt Hissrich, mise en ligne le 25 décembre 2022 sur Netflix.
Se déroulant dans l'univers des livres Le Sorceleur (The Witcher) d'Andrzej Sapkowski, elle sert de préquelle à la série télévisée The Witcher dont elle est le spin-off.

## Synopsis
Se déroulant 1200 ans avant la première série, L'Héritage du sang décrit la création du premier sorceleur, ainsi que les événements menant à la Conjonction des Sphères. Le préquel explore également l'ancienne civilisation elfique avant son déclin.

## Distribution
Sauf indication contraire, les informations mentionnées dans cette section peuvent être confirmées par la base de données cinématographiques IMDb,  présente dans la section « Liens externes ».

### Acteurs principaux
- Sophia Brown (en) (VF : Corinne Wellong) : Éile[2]
- Laurence O'Fuarain (en) (VF : Jérémie Bédrune) : Fjall[2]
- Michelle Yeoh (VF : Ivana Coppola) : Scían[2]
- Lenny Henry (VF : Frantz Confiac) : le druide en chef Balor[4]
- Mirren Mack (en) (VF : Charlotte Hervieux) : Merwyn[5]
- Dylan Moran (VF : Serge Faliu) : Uthrok Une-Noix[6]
- Jacob Collins-Levy (VF : Jim Redler) : Eredin[5]
- Lizzie Annis (VF : Anouck Hautbois) : Zacaré[5]
- Joey Batey (VF : Martin Faliu) : Jaskier
- Zach Wyatt (VF : Jhos Lican) : Syndril[5]
- Minnie Driver (VF : Rafaèle Moutier) : Seanchai
- Amy Murray : Fenrik[5]
- Huw Novelli (VF : Maxime Hoareau) : Callan dit « Frère La Mort »[5]
- Francesca Mills (VF : Lisa Caruso) : Meldof[5]

### Acteurs récurrents
- Mark Rowley : Alvatir
- Hiftu Quasem (VF : Charlotte Daniel) : Light (voix)
- Ella Schrey-Yeats (VF : Maryne Bertieaux) : Ithlinne
- Kim Adis : Ket
- Tomisin Ajani : le capitaine Olyf
- Samuel Blenkin (VF : Benjamin Bollen) : Avallac'h
- Nathaniel Curtis (VF : Augustin Bonhomme) : Brian[7]
- Aidan O'Callaghan (VF : Fred Colas) : Kareg
- Karlina Grace-Paseda (VF : Virginie Emane) : Cethlenn
- Zachary Hart : Leifur

 Source et légende : version française (VF) sur RS Doublage et Doublage Séries Database

## Épisodes
1. Ballades, rivalités et épées ensanglantées (Of Ballads, Brawlers, and Bloodied Blades)
2. Rêves, rébellion et dernier recours (Of Dreams, Defiance, and Desperate Deeds)
3. Guerriers, veillées et mondes merveilleux (Of Warriors, Wakes, and Wondrous Worlds)
4. Magiciens, malheurs et chaos monstre (Of Mages, Malice, and Monstrous Mayhem)

## Accueil critique
Déconseillé par Reflets.info.